# NGC 23
NGC 23 je galaksija u zviježđu Pegaz.

## Vanjske poveznice
- SEDS: NGC 0023